# كفر الأمشوطي
قرية كفر الأمشوطي هي إحدى القرى التابعة لمركز المنصورة في محافظة الدقهلية في جمهورية مصر العربية. حسب إحصاءات سنة 2006، بلغ إجمالي السكان في كفر الأمشوطي 873 نسمة، منهم 475 رجل و398 امرأة.

## التاريخ
قرية كفر الأمشوطي من القرى القديمة، حيث وردت باسم «الأمشوطي» في أعمال الدقهلية والمرتاحية ضمن قرى الروك الناصري التي أحصاها ابن الجيعان في كتاب «التحفة السنية بأسماء البلاد المصرية». وفي العصر العثماني وردت باسم «الأمشوطي» في التربيع العثماني الذي أجراه الوالي العثماني سليمان باشا الخادم في عصر السلطان العثماني سليمان القانوني ضمن قرى ولاية الدقهلية، وفي تاريخ 1228هـ/1813م الذي عدّ قرى مصر بعد المسح الذي قام به محمد علي باشا باسم «كفر الأمشوطي» ضمن قرى مديرية الدقهلية.